# استفاده آلومینیوم در صنایع خودروسازی
مواد مورد استفاده در ساخت خودرو، تأثیر به‌سزایی بر محیط‌زیست می‌گذارد. استفاده از مواد سبک‌وزن می‌تواند به کاهش وزن و در نتیجه کاهش سوخت مصرفی خودرو کمک کند. برای مثال میزان کاهش مصرف سوخت ناشی از کاهش ۱۰ درصدی وزن خودرو، حدود ۸ تا ۱۰ درصد تخمین‌زده‌می‌شود.
قیمت پایین در صنایع خودروسازی یکی از مهم‌ترین موضوعات مورد رقابت در بازار جهانی است. ممکن است مفهوم تولید کم هزینه با مفهوم تولید سبک‌وزن گره خورده‌باشد اما بکارگیری تکنولوژی مواد سبک با توجه به نیاز به تجهیزات و فرایندهای نوین ممکن است باعث افزایش قیمت تولید نیز بشود.
در دهه‌های اخیر، با توجه به فشارهای اقتصادی و سیاسی در راستای کاهش مصرف سوخت و اثرات CO2، تلاش برای طراحی و ساخت خودروهای سبک‌تر با استفاده از آلیاژهای آلومینیوم گسترش روزافزونی داشته‌است بطوریکه استفاده از آلومینیوم در صنایع خودروسازی در اروپا رشد ۸۰ درصدی در ۵ سال اخیر داشته‌است.
امروزه قطعات آلومینیومی در یک خودرو می‌تواند وزنی بین ۵۰ تا۵۵۰ را به خود اختصاص دهند آلومینیوم به‌طور جدی با سایر مواد سبک مانند گریدهای جدید استیل، منیزیم و پلاستیک‌های استحکام‌بخشی‌شده در رقابت است. اما با وجود خواصی مانند دسترسی مناسب، بازیافت‌پذیری و ظرفیت تولید انبوه با قیمت مناسب همچنان جایگاه خود را حفظ می‌کند. با وجود انتظارات اقتصادی و محیط زیستی و با توجه به پیشرفت‌های دهه‌های اخیر در استفاده از آلومینیوم در صنیایع خوردوسازی، انتظار می‌رود استفاده از این فلز در آینده نزدیک گسترش قابل‌توجهی یابد.

## روش ساخت قطعات مختلف خودرو با آلومینیوم
با توجه به وزن کم، شکل‌پذیری خوب و مقاومت به خوردگی، آلومینیوم انتخاب مناسبی برای قطعات بکاررفته در خودرو مانند قطعات شاسی، بدنه و قطعات ساختاری می‌باشد. ترکیبات شیمیایی گوناگونی از آلومینیوم سبب دسترسی به آلیاژهای مقاوم در برابر خوردگی برای قطعات شاسی و آلیاژهای مستحکم برای قطعات اکستروژن و قطعات بدنه شده‌است.
امروزه تلاش برای بهره‌گیری از روش‌های شکل دهی آلومینیوم از روش‌های ریخته‌گری پیشی گرفته‌است. از آلومینیوم‌های شکل‌پذیر برای ساخت رینگ چرخ که تحت شرایط بارگذاری شدید قرار دارد و خواص مکانیکی بسیار بالایی را طلب می‌کند استفاده می‌شود. همچنین از آلومینیوم شکل‌پذیر برای ساخت شیلد حرارتی، استحکام بخشی سپر، هوزینگ ایربگ، سیستم پنوماتیک و قاب صندلی‌ها استفاده می‌شود آلیاژهای آلومینیوم کاربرد گسترده‌ای در سیستم‌های انتقال حرارت دارند. علاوه بر رادیاتور در خودروهای جدید بخش‌های جداگانه مختلفی مانند موتور و سیستم تهویه از مبدل‌های حرارتی بهره می‌گیرند با استفاده از آلومینیوم در ساخت قاب بدنه می‌توان کاهش وزن قابل‌توجهی ایجاد کرد بگونه‌ای که ۲۰ تا ۳۰ درصد از وزن نهایی خودرو کاهش می‌یابد.

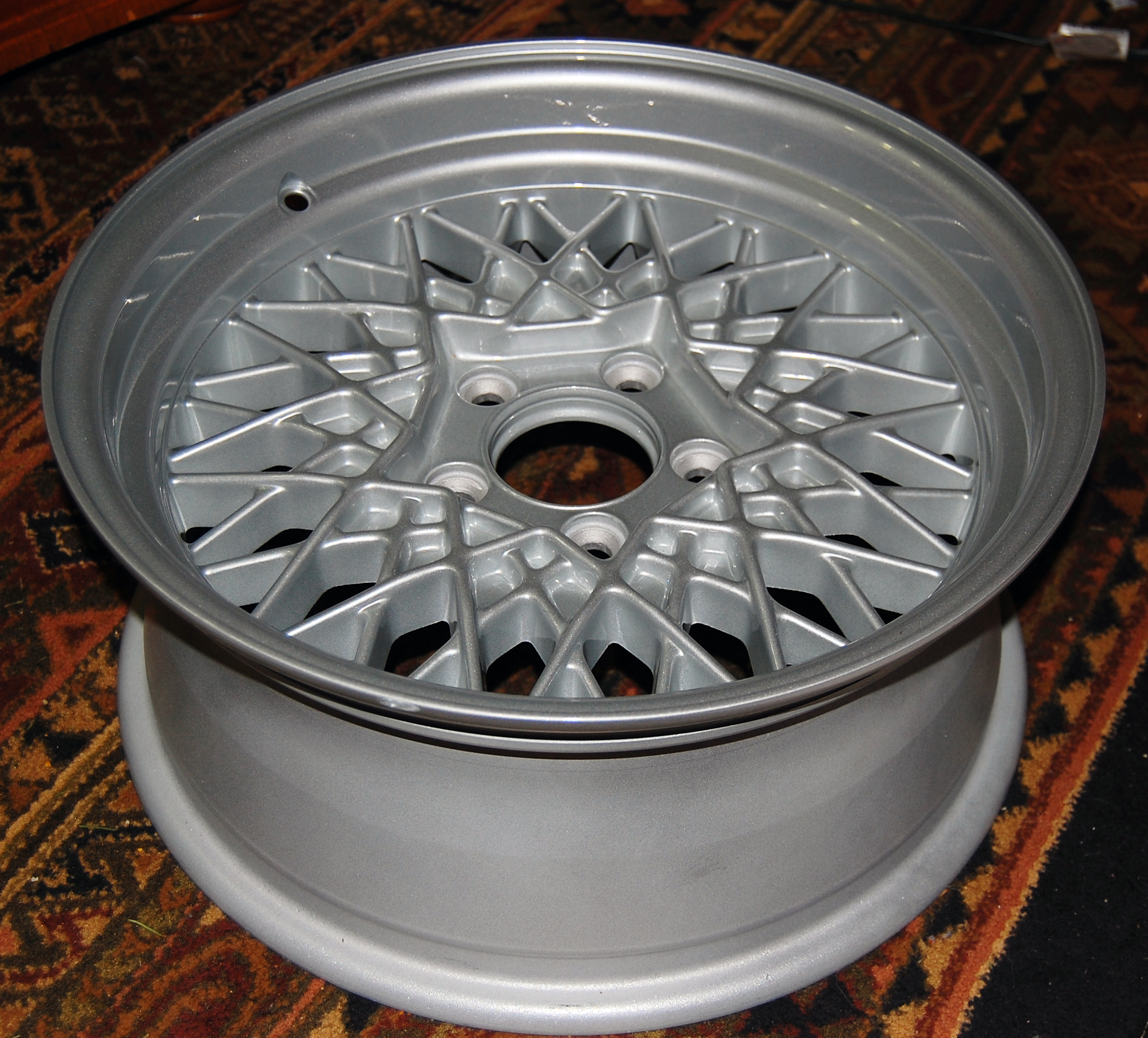
رینگ چرخ آلومینیومی.

### ریخته‌گری قطعات خودرو با آلومینیوم
حجم زیادی از قطعات آلومینیومی بکاررفته در خودرو قطعات ریخته‌گری هستند. این قطعات شامل بلوک‌های موتور، سرسیلندرها و قطعات شاسی می‌باشد. توسعه آلیاژهای جدید آلومینیوم و روش‌های جدید ریخته‌گری منجر به برآورده‌کردن نیاز به دوام و استحکام در قطعات موتور شده‌است. آلیاژهای ریخته‌گری آلومینیوم مانند آلیاژهای ۳۶۰ یا ۳۸۰ (آلومینیوم+ سیلیکون+ منیزیم یا مس) در ساخت قطعاتی مانند بدنه کاربراتور، بدنه کمپرسور، لوله‌های بنزین، پمپ روغن و کاسه ترمز استفاده می‌شود.

### اکستروژن قطعات خودرو با آلومینیوم
با توسعه روش‌های نوین، امکان تولید پروفیل‌های آلومینیومی با اشکال پیچیده فراهم آمده‌است. قطعاتی که با این روش ساخته می‌شوند شامل قطعات قاب خودرو، قطعات مربوط به شاسی، سپر و ایربگ می‌شود.

### ورق‌کاری قطعات خودرو با آلومینیوم
انتخاب آلیاژ مناسب برای ساختار بدنه موضوع بسیاری از تلاش‌های علمی در این زمینه بوده‌است و بیشتر تلاش‌ها امروزه بر تعداد محدودی از آلیاژها متمرکز شده‌است برای ورق‌های پوسته، باید تعادل مناسبی بین شکل‌پذیری، استحکام پس از پخت رنگ و کیفیت سطحی مناسب پس از فرایندهای پرس و رنگ وجود داشته‌باشد؛ بنابراین ویژگی سخت‌کاری ناشی از پخت آلیاژهای قابل عملیات حرارتی سری ۶۰۰۰ (آلومینیوم- منیزیم- سیلیکون) این آلیاژ را به اولین انتخاب برای کاربرد مذکور تبدیل می‌کند. آلیاژهای سری ۶۰۰۰ با خواص شکل‌پذیر، کیفیت سطحی و خواص پیرسازی مناسب استفاده در صفحات بدنه خودرو می‌باشند.
برای ورق‌های ساختاری، استحکام به سبب تأثیر بر خاصیت جذب انرژی عامل محدودکننده در برخی نواحی است و برخی مواقع هم رفتار ماده تحت کشش عمیق اهمیت بیشتری دارد. برای تأمین این الزامات، در آمریکای شمالی استفاده از آلیاژهای سری ۵۰۰۰ آلومینیوم و در اروپا آلیاژهای سری ۶۰۰۰ با عملیات حرارتی T4 رواج دارد. آلیاژهای سری ۵۰۰۰ (آلومینیوم- منیزیم) برای خواص استحکام و مقاومت به خوردگی توسعه یافته و مناسب استفاده در شاسی خودرو می‌باشند.

## مزایای استفاده از آلومینیوم در صنعت خودرو
1. چگالی آلومینیوم تنها یک سوم آلومینیوم است و آلیاژهای مستحکم آن قابلیت تحمل پیچش و تأمین الزامات سختی اجزای خودرو را دارند. با این وجود ماده خام آلومینیوم از استیل گران‌تر است و این مسئله علت اصلی آن است که برای مدت زمان زیادی از آلومینیوم تنها در ساخت برخی قطعات خودرو استفاده می‌شد.[۲]
2. یکی از مزایای برجسته آلومینیوم در برابر استیل مقاومت خوردگی در حالت بدون پوشش در آلیاژهای سری ۵۰۰۰ و ۶۰۰۰ است. استیل برای افزایش دوام در رنگ‌کاری نیازمند پوشش روی است. که این مورد برای آلومینیوم ضروری نیست زیرا پیوند آلومینیوم و اکسیژن در مجاورت هوا منجر به ایجاد لایه اکسیدی بسیار نازک اما کاملاً چسبنده در سطح آلومینیوم می‌شود. این ویژگی می‌تواند حتی خاصیت خود ترمیم‌شوندگی به آلومینیوم بدهد. همین امر موجب شده تا خودروهای ساخته شده با آلومینیوم دوام بیشتر و احتیاج کمتری به تمهیدات محافظت در برابر خوردگی داشته‌باشند. از این‌رو پیشنهاد می‌شود خودروهایی که در شرایط نامساعد جوی مورد استفاده قرارمی‌گیرند مانند خودروهای آفرود و نظامی از قطعات آلومینیومی بیشتری ساخته‌شوند. بااین‌وجود، انواع عملیات سطحی و لایه‌های پرایمر می‌توانند قابلیت شکل‌پذیری و کیفیت سطحی آلومینیوم را افزایش دهند بگونه‌ای که دیگر نیاز به الکتروکوتینگ نداشته‌باشند.[۱][۵]
3. از دیگر مزایای آلومینیوم می‌توان به بهبود ایمنی خودرو در کنار کاهش وزن اشاره کرد. پژوهشی نشان داده که استفاده از ورق‌های آلومینیوم 5754NG در ضربه‌گیر خودرو که نقش ایمن‌سازی آن در برابر تصادف را دارد منجر به کاهش ۳٫۳ پوندی وزن این قسمت و افزایش ۳۸ درصدی بازده مدیریت انرژی ویژه تصادف شده‌است.[۲]
4. یکی دیگر از مسائل مطرح در صنعت خودروسازی، قابلیت بازیافت اجزا خودرو پس از پایان عمر مفید آن است. با وجود اینکه فرایند تولید آلومینیوم CO2 بیشتری نسبت به استیل ایجاد می‌کند اما بازیافت آلومینیوم حدود یک چهارم بازیافت استیل گاز CO2 ایجاد می‌کند.[۲]

## برخی خودروهای ساخته‌شده با آلومینیوم
- آئودی A8 با جایگزینی آلومینیوم موفق به کاهش وزن ۴۰ درصدی شده‌است. در این خودرو از مجموع ۳۸۵ کیلوگرم آلومینیوم بکاررفته، ۱۲۵ کیلوگرم قطعات ورق‌کاری، ۷۰ کیلوگرم قطعات اکسترودشده، ۱۵۰ کیلوگرم قطعات ریخته‌گری و ۴۰ کیلوگرم قطعات ساخته شده با روش‌های دیگر می‌باشد.[۱]

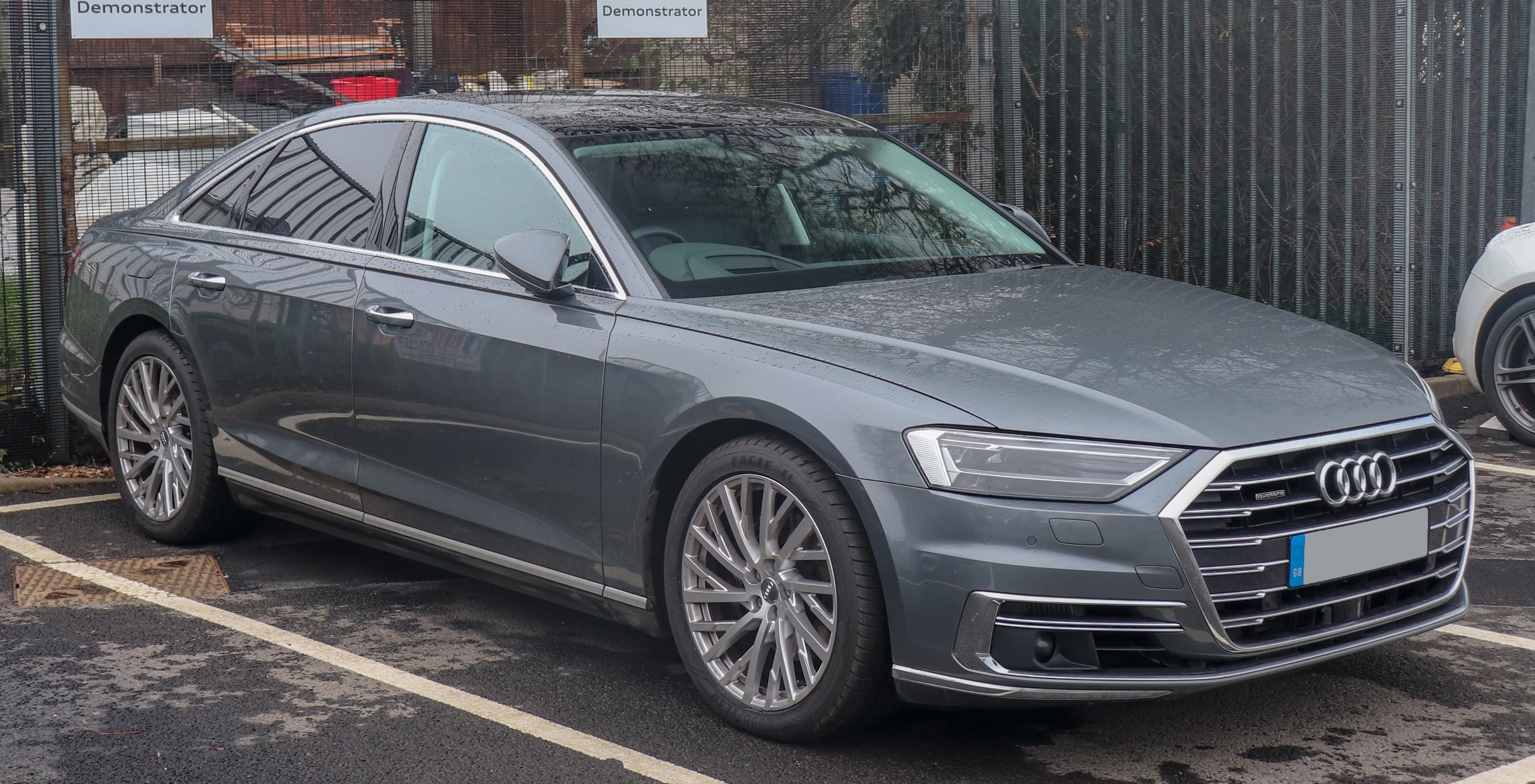
خودرو آئودی A8 که در ساخت آن از آلومینیوم استفاده‌شده‌است.

- ساختار بدنه فورد AIV از آلومینیوم پرسکاری‌شده ساخته‌شده‌است. صفحات خارجی و بدنه در این مدل ۲۰۰ کیلوگرم سبک‌تر از نمونه مشابه ساخته‌شده با استیل است. مجموعاً از ۲۷۰ کیلوگرم آلومینیوم در ساخت این خودرو استفاده شده که منجر به کاهش وزن ۳۲۰ کیلوگرمی خودرو شده‌است.[۱]
- خودرو هوندا NSX نیز از با بدنه و صفحات خارجی با وزن ۲۱۰ کیلوگرم از آلومینیوم ساخته‌شده‌است. سایر قطعات آلومینیومی بکاررفته در این مدل شامل حدود ۱۰۰ کیلوگرم قطعات شاسی و ۱۳۰ کیلوگرم سیستم انتقال قدرت می‌شود.[۱]

## برای مطالعهٔ بیشتر
برای مطالعه بیشتر می‌توان به مقاله فارسی "کاربردهای آلومینیوم در بدنه خودرو" و مقاله انگلیسی "آلیاژهای آلومینیوم در صنایع خودروسازی" مراجعه نمود.